# 36774 Kuittinen
(36774) Kuittinen (asteroide 36774) é um asteroide da cintura principal. Possui uma excentricidade de 0.15161260 e uma inclinação de 13.64438º.
Este asteroide foi descoberto no dia 5 de setembro de 2000 por LONEOS em Anderson Mesa.